# Primož Pikl
Primož Pikl, né le 25 août 1982 à Celje, est un sauteur à ski slovène. 

## Biographie
Licendié au club SSK Ljubno BTC, il prend part à la Coupe continentale à partir de la saison 1999-2000, pour obtenir son premier résultat important en décembre 2001 à Saint-Moritz (4e).
Il a fait ses débuts en Coupe du monde en novembre 2003 à Kuusamo. Pendant cette saison, il reste cantonné à la Coupe continentale, où il ne figure pas dans les premiers.
Il marque ses premiers points pour la Coupe du monde en fin d'année 2004 à Kuusamo (29e), avant de monter sur son premier podium en Coupe continentale à Braunlage. L'hiver suivant, il intègre le top vingt à Kuusamo (18e) c'est en Slovénie qu'il obtient son meilleur résultat dans l'élite avec une quinzième place à Planica en mars 2007.
Entre 2007 et 2009, il obtient six succès dans la Coupe continentale estivale, dont cinq en Slovénie.
En 2010, il participe à ses derniers grands rendez-vous en saut à ski, aux Jeux olympiques de Vancouver, où il est 24e au petit tremplin et aux Championnats du monde de vol à ski à Planica.
Il concourt à des compétitions internationales jusqu'en 2013.

## Palmarès

### Jeux olympiques
| Épreuve / Édition | Vancouver 2010 |
| Petit tremplin    | 24e            |
| Par équipes       | 8e             |

### Championnats du monde
| Épreuve / Édition | Sapporo 2007 |
| Petit tremplin    | 32e          |
| Grand tremplin    | 34e          |
| Par équipes       | 10e          |

### Championnats du monde de vol à ski
| Épreuve / Édition | Planica 2010 |
| Individuel        | 39e          |

### Coupe du monde
- Meilleur classement général : 37e en 2007.
- Meilleur résultat individuel : 15e.

#### Classements généraux
| Compet'/Année | Compet'/Année | Classement général | Classement général |
| ------------- | ------------- | ------------------ | ------------------ |
| Compet'/Année | Compet'/Année | Class.             | Points             |
| 2005          | 2005          | 88e                | 2                  |
| 2006          | 2006          | 56e                | 18                 |
| 2007          | 2007          | 37e                | 110                |
| 2008          | 2008          | 78e                | 5                  |
| 2009          | 2009          | 54e                | 24                 |
| 2010          | 2010          | 58e                | 33                 |
| 2011          | 2011          | 78e                | 2                  |

### Coupe continentale
- 6 victoires.